# La Victoire en chantant
La Victoire en chantant is een Franse film van Jean-Jacques Annaud die uitgebracht werd in 1976.
Omdat de film in 1977 de Oscar voor Beste Niet-Engelstalige film behaalde werd hij in Frankrijk opnieuw uitgebracht onder de titel Noirs et Blancs en couleurs, de vertaling van de Engelse titel Black and White in Color. 
In zijn debuutfilm rekende Annaud op een sarcastische manier af met het kolonialisme. 

## Samenvatting
Aan de Frans-Duitse grens van Frans-Equatoriaal-Afrika, begin 1915. De Europese landen hebben de kolonies in Afrika netjes onder elkaar verdeeld. De Franse en Duitse militaire grenspost leven dan ook vreedzaam samen in een perfecte verstandhouding. Fransen en Duitsers delen eenzelfde misprijzen voor de inboorlingen. 
Op een dag, vijf maanden te laat, vernemen de Fransen dat er in Europa een oorlog tegen Duitsland woedt. Er volgt een nationalistische oprisping die zich richt tegen de Duitse buren. De Fransen lijven de Afrikanen  in en leiden hen op tot voetvolk. Overtuigd dat ze de Duitsers zullen verslaan omdat ze talrijker zijn, vallen de Fransen aan. 

## Rolverdeling
| Acteur                  | Personage              |
| ----------------------- | ---------------------- |
| Jean Carmet             | sergeant Bosselet      |
| Jacques Dufilho         | Paul Rechampot         |
| Jacques Spiesser        | Hubert Fresnoy         |
| Catherine Rouvel        | Marinette              |
| Dora Doll               | Maryvonne              |
| Maurice Barrier         | Caprice                |
| Claude Legros           | Jacques Rechampot      |
| Jacques Monnet          | Père Simon             |
| Benjamin Memel Atchory  | Assomption             |
| Peter Berling           | pater Jean de la Croix |
| Mahus Beugre Boignan    | Barthélémy             |
| Jean-François N'Guessan | Marius                 |
| T. Kouao                | John                   |
| Natou Koly              | Charlotte              |
| Baye Macoumba Diop      | Lamartine              |
| Dieter Schidor          | Kraft                  |
| Aboubakar Toine         | Fidèle                 |
| Marc Zuber              | de Engelse majoor      |
| Klaus Huebl             | Haussman               |